# La Voix de l'Oranie
La Voix de l'Oranie est un quotidien régional généraliste couvrant l'ouest algérien en langue française.
La Voix de l'Oranie est distribué dans toute la région ouest, l'Oranie. 
Il couvre l'actualité de cette région située au nord-ouest de l'Algérie. Le journal publie aussi une édition en arabe sous le titre "Sawt Al-Gharb".